# Метанира
Метанира (грч. Μετάνειρα) је у грчкој митологији била супруга краља Елеусине, Келеја, коју је Паусанија називао Меганира.

## Етимологија
Њено име значи „она која живи међу девицама“.

## Митологија
Заједно са својим супругом и децом гостољубиво је примила богињу Деметру, када је стигла у Елеусину. Желећи да им узврати, Деметра је била одлучила да Келејевог сина Демофонта учини бесмртним и исте ноћи га је држала изнад ватре како би му изгорела смртност. Међутим, Метанира је пре времена ушла у собу, па чини нису успеле и дечак је умро. Поред Демофонта, Метанира је са Келејем имала још деце; Триптолема, Сесару, Диогенију, Памеропу и Демо. Метанира је описана као Амфиктионова кћерка и поштована је у Елеусини.